# Fibré vectoriel stable
 (mai 2025).
En mathématiques, un fibré vectoriel stable est un fibré vectoriel (holomorphe ou algébrique) qui est stable au sens de la théorie géométrique des invariants. Tout fibré vectoriel holomorphe peut être construit à partir de fibrés stables en utilisant la filtration de Harder-Narasimhan.
Les fibrés stables furent définis par David Mumford en 1963 et développés par la suite par David Gieseker (en), Fedor Bogomolov, Thomas Bridgeland (en) entre d'autres.
Une des motivations l'étude des fibrés vectoriels stables est leur bon comportement en famille. En fait, les espaces de modules de fibrés vectoriels stables peuvent être construits en utilisant le schéma Quot (en) dans de nombreux cas. Le champ des fibrés vectoriels est un champ d'Artin dont l'ensemble sous-jacent est un point.

## Stabilité sur les courbes
La pente d'un fibré vectoriel holomorphe W sur une courbe algébrique non singulière (ou sur une surface de Riemann) est un nombre rationnel défini par :
{\displaystyle \mu (W)={\frac {\deg(W)}{\mathrm {rank} (W)}}}
Un fibré W est stable si {\displaystyle \mu (V)<\mu (W)} pour tous sous-fibrés propres non nuls V de W, et est semi-stable si {\displaystyle \mu (V)\leq \mu (W)}.
Informellement, cela signifie qu'un fibré est stable s'il est plus ample que tout sous-fibré propre, et est instable s'il contient un sous-fibré plus ample.
Si W et V sont des fibrés vectoriels semi-stables et {\displaystyle \mu (W)>\mu (V)}, alors il n'existe aucune application non nulle W → V.
Mumford a prouvé que l'espace de modules des fibrés stables de rang et degré donnés sur une courbe non singulière est une variété quasi-projective. La cohomologie de l'espace de modules des fibrés vectoriels stables sur une courbe fut décrite par Harder et Narasimhan (1975) en utilisant la géométrie algébrique sur les corps finis et par Atiyah et Bott (1983) en utilisant l'approche de Narasimhan-Seshadri.

## Filtration de Harder-Narasimhan
Soit E un fibré vectoriel sur une courbe projective lisse X. Alors il existe une unique filtration par sous-fibrés :
{\displaystyle 0=E_{0}\subset E_{1}\subset \cdots \subset E_{k}=E}
telle que les composantes graduées associées {\displaystyle F_{i}:=E_{i+1}/E_{i}} sont des fibrés vectoriels semi-stables et les pentes décroissent : {\displaystyle \mu (F_{i})>\mu (F_{i+1})}.
Cette filtration fut introduite par Harder et Narasimhan en 1975 et est appelée la filtration de Harder-Narasimhan. Deux fibrés vectoriels avec des gradués associés isomorphes sont dits S-équivalents. En dimension supérieure, la filtration existe toujours et est unique, mais les gradués peuvent ne plus être des faisceaux. Les inégalités entre les pentes devraient être remplacées par des inégalités entre polynômes de Hilbert.

## Stabilité en dimension supérieure

### Stabilité de Gieseker
Si X est une variété projective lisse de dimension m et H est une section hyperplane, alors un fibré vectoriel (ou un faisceau sans torsion) W est dit stable (parfois Gieseker-stable) si :
{\displaystyle {\frac {\chi (V(nH))}{\mathrm {rang} (V)}}<{\frac {\chi (W(nH))}{\mathrm {rang} (W)}}}
pour n assez grand, pour tous sous-fibrés (ou sous-faisceaux) propres non nuls V de W. χ dénote la caractéristique d'Euler d'un fibré vectoriel algébrique et le fibré vectoriel V(nH) signifie la n-ième torsion de V par H. W est appelé semi-stable si l'inégalité ci-dessus vaut avec < remplacé par ≤.

### μ-stabilité
Soit X une variété projective lisse de dimension n, H sa section hyperplane. La pente d'un fibré vectoriel (ou, plus généralement, d'un faisceau cohérent sans torsion) E par rapport à H est le nombre rationnel :
{\displaystyle \mu _{H}(E)={\frac {c_{1}(E)\cdot H^{n-1}}{\mathrm {rang} (E)}}}
où {\displaystyle c_{1}} est la première classe de Chern.
Un faisceau cohérent sans torsion E est dit μ-semi-stable si pour tout sous-faisceau non nul F ⊆ E, les pentes satisfont l'inégalité {\displaystyle \mu (F)\leq \mu (E)}. Il est μ-stable si, de plus, pour tout sous-faisceau non nul F ⊆ E de rang plus petit, l'inégalité stricte {\displaystyle \mu (F)<\mu (E)} est vérifiée.
Pour un fibré vectoriel E, on a la chaîne d'implications : E est μ-stable ⇒ E est stable ⇒ E est semi-stable ⇒ E est μ-semi-stable.

## Correspondance de Kobayashi-Hitchin
Le théorème de Narasimhan-Seshadri énonce que les (classes d'isomorphes) de fibrés stables sur une courbe projective non singulière sont en bijection avec les des connexions unitaires irréductibles projectivement plates. Pour les fibrés de degré 0, les connexions projectivement plates sont plates et ainsi les fibrés stables de degré 0 correspondent aux représentations unitaires irréductibles du groupe fondamental de la courbe.
Kobayashi (en) et Hitchin ont conjecturé un analogue de cela en dimension supérieure. Cela fut prouvé pour les surfaces projectives non singulières par Donaldson (1985), qui montra que dans ce cas un fibré vectoriel est stable si et seulement s'il a une connexion de Hermite-Einstein (en) irréductible.

## Généralisations
Il est possible de généraliser la (μ-)stabilité aux schémas projectifs non lisses et aux faisceaux cohérents plus généraux en utilisant le polynôme de Hilbert.
Il existe aussi d'autres directions de généralisation, par exemple les conditions de stabilité de Bridgeland (en) de Thomas Bridgeland (en).